# Frankenwinheim
Frankenwinheim é um município da Alemanha, situado no distrito de Schweinfurt, no estado da Baviera. Tem 14,7 km² de área, e sua população em 2019 foi estimada em 969 habitantes.